# Ike & Tina Turner
Ike & Tina Turner foi um duo de soul e rock & roll mantido pelo casal Ike Turner e Tina Turner durante as décadas de 1960 e 70. São mais conhecidos por seus frenéticos concertos dançantes e especialmente por sua versão cover de "Proud Mary", pela qual venceram um Grammy Award. O duo foi incluído no Hall da Fama do Rock and Roll em 1991.
De 1960 a 1976, eles se apresentaram ao vivo como "Ike & Tina Turner Revue", apoiados pela banda de Ike Turner, os "Kings of Rhythm", e as backing vocalistas "The Ikettes". O Ike & Tina Turner Revue foi considerado "uma das apresentações ao vivo mais potentes do circuito de R&B". A dupla teve uma série de sucessos de R&B com suas primeiras gravações "A Fool In Love", "It's Gonna Work Out Fine", "I Idolize You", "Poor Fool" e "Tra La La La La". O lançamento de "River Deep – Mountain High" em 1966, seguido por uma turnê pelo Reino Unido com os Rolling Stones, aumentou sua popularidade na Europa. Seus trabalhos posteriores são conhecidos por rearranjos interpretativos de canções de rock como "Come Together", "Honky Tonk Woman" e "Proud Mary", a última das quais lhes rendeu um prêmio Grammy em 1972.[3] Ike & Tina Turner receberam o primeiro Golden European Record Award por seu sucesso internacional "Nutbush City Limits" em 1974. Eles lançaram dezenas de álbuns, sendo os de maiores sucessos "Workin' Together" e "Live at Carnegie Hall". Pitchfork listou seu álbum "River Deep - Mountain High" entre os melhores de sua época. Apesar de seu sucesso, o vício em cocaína de Ike e um casamento tumultuado que supostamente incluía comportamento abusivo levaram a um vazamento de alto perfil em 1976, depois que Tina pediu o divórcio após uma briga.
Ike e Tina Turner foram introduzidos no Hall da Fama do Rock & Roll em 1991. Eles têm dois singles introduzidos no Grammy Hall of Fame, "River Deep – Mountain High" e "Proud Mary". A revista Rolling Stone classificou-os em segundo lugar em sua lista das 20 maiores duplas de todos os tempos.
Ike morreu em 12 de dezembro de 2007, aos 76 anos; e Tina morreu em 24 de maio de 2023, aos 83 anos.